# Mohammed Shaween
Mohammed Othman Shaween (arabisch محمد عثمان شاوين, DMG Muḥammad ʿUṯmān Šāwīn; * 15. Februar 1986 in Dschidda) ist ein saudischer Mittelstreckenläufer, der sich auf den 1500-Meter-Lauf spezialisiert hat.

## Sportliche Laufbahn
Erste internationale Erfahrungen sammelte Mohammed Shaween im Jahr 2005, als er bei den Asienmeisterschaften im südkoreanischen Daegu im 800-Meter-Lauf mit 1:51,19 min den achten Platz belegte. Anschließend nahm er an den Westasienspielen in Doha teil und belegte dort in 1:49,09 min den vierten Platz über 800 Meter, sowie in 3:44,15 min auch im 1500-Meter-Lauf. Im Jahr darauf nahm er erstmals an den Asienspielen in Doha teil und belegte dort in 3:42,92 min den sechsten Platz über 1500 Meter. 2007 siegte er bei den Asienmeisterschaften in 3:46,85 min über 1500 Meter sowie in 3:05,96 min auch mit der saudischen 4-mal-400-Meter-Staffel. Zuvor wurde er bei den Arabischen Meisterschaften ebendort in 1:48,5 min Fünfter über 800 Meter. Anschließend erreichte er bei den Weltmeisterschaften in Osaka über 1500 Meter das Halbfinale und schied dort mit 3:44,54 min aus und erreichte anschließend bei den Militärweltspielen in Hyderabad mit 3:4,91 min Rang sechs. Zudem gewann er bei den Panarabischen Spielen in Kairo mit 3:48,97 min die Silbermedaille hinter dem Sudanesen Abubaker Kaki. 2008 qualifizierte er sich erstmals für die Olympischen Spiele in Peking, schied dort aber über 1500 Meter mit 3:45,82 min in der ersten Runde aus.
2009 nahm er an der Sommer-Universiade in Belgrad teil und erreichte dort über 1500 Meter das Finale, in dem er sein Rennen aber nicht beenden konnte. Anschließend scheiterte er bei den Weltmeisterschaften in Berlin mit 3:49,03 min in der ersten Runde. Im November verteidigte er dann bei den Asienmeisterschaften in Guangzhou mit 3:46,08 min erfolgreich seinen Titel im Einzelbewerb und wurde mit der Staffel in 3:06,95 min Vierter. Im Jahr darauf siegte er dann bei den Asienspielen ebendort mit neuem Spielerekord von 3:36,49 min. 2011 nahm er erneut an den Militärweltspielen sowie den Weltmeisterschaften teil und im Jahr darauf an den Hallenasien- und Hallenweltmeisterschaften sowie an den Olympischen Spielen. 2013 wurde er aber aufgrund von Unregelmäßigkeiten in seinem biologischen Pass rückläufig von Mitte 2011 bis 2016 gesperrt und alle seine Leistungen, darunter der Hallenasienmeistertitel 2012, annulliert.
Nach Ablauf seiner Sperre nahm er 2016 an den Hallenasienmeisterschaften in Doha teil und belegte dort in 3:54,25 min den achten Platz über 1500 Meter. Im Jahr darauf schied er bei den Islamic Solidarity Games in Baku mit 3:55,95 min im Vorlauf aus und erreichte anschließend bei den Asienmeisterschaften in Bhubaneswar in 3:51,42 min den siebten Platz. Mitte September nahm er an den  Asian Indoor & Martial Arts Games in Aşgabat teil und gewann dort in 3:49,65 min die Silbermedaille hinter dem Inder Ajay Kumar Saroj. 2018 startete er ein weiteres Mal bei den Asienspielen in Jakarta, konnte dort aber seinen Vorlauf über 1500 Meter nicht beenden. 2022 nahm er im Marathonlauf an den Asienspielen in Hangzhou teil und kam dort nicht ins Zie.
2006 wurde Shaween saudischer Meister im 800- und 1500-Meter-Lauf.

## Persönliche Bestzeiten
- 800 Meter: 1:48,13 min, 7. Mai 2009 in Riad
- 1500 Meter: 3:31,82 min, 29. Mai 2011 in Hengelo (saudischer Rekord)
  - 1500 Meter (Halle): 3:49,65 min, 20. September 2017 in Aşgabat (saudischer Rekord)
- Meile: 3:52,00 min, 9. Juni 2011 in Oslo (saudischer Rekord)
- Halbmarathon: 1:06:55 h, 10. Dezember 2022 in Dschidda
- Marathon: 2:18:07 h, 11. Februar 2023 in Riad (saudischer Rekord)